# 플린 분류
|               | 단일 명령어 | 복수 명령어 |
| ------------- | ----------- | ----------- |
| 단일 자료     | SISD        | MISD        |
| 복수 자료     | SIMD        | MIMD        |
| v • d • e • h |             |             |

플린 분류(영어: Flynn's taxonomy)는 마이클 플린이 1966년에 제안한 컴퓨터 아키텍처 분류이다.

## 분류
플린이 정의한 네 가지 분류는 아키텍처에서 사용 가능한 동시 명령어 수 또는 데이터 스트림에 기초한다.
- SISD(Single Instruction, Single Data stream)
- SIMD(Single Instruction, Multiple Data streams)
- MISD(Multiple Instruction, Single Data stream)
- MIMD (Multiple Instruction, Multiple Data streams)

## 분류 비교를 위한 다이어그램
4개의 아키텍처가 아래와 같이 시각적으로 표시된다. 각 처리 장치(PU)는 유니코어 또는 멀티코어 컴퓨터에 대해 표시한 것이다: